# Classificazione dei detenuti
La legge italiana classifica come detenuti i soggetti che si trovano in carcere, o in stato di custodia cautelare, o in stato di esecuzione penale. La normativa distingue chiaramente la posizione di ciascun tipo di detenuti.

## Indagati
Sono indagati coloro che sono sottoposti a procedimento penale ma non ancora rinviati a giudizio. Mantengono lo status di indagati fino alla chiusura delle indagini preliminari.

## Imputati
Per imputati si intendono coloro ai quali è stata formalmente contestata la commissione di un reato. Tale contestazione ha luogo attraverso il rinvio a giudizio o altro atto equipollente (art. 60 del Codice di procedura penale). Per essi vige il principio di innocenza previsto dall'art. 27, comma 2, della Costituzione italiana. Gli imputati si distinguono in giudicabili, appellanti e ricorrenti.

### Imputati giudicabili
Sono imputati giudicabili i soggetti per i quali è stato avviato un procedimento penale, si è chiusa la fase delle indagini preliminari con il rinvio a giudizio e che sono in attesa del giudizio di primo grado.

### Imputati appellanti
Sono imputati appellanti i soggetti contro i quali è stata emessa una sentenza penale di primo grado e che sono in attesa del giudizio di secondo grado.

### Imputati ricorrenti
Sono imputati ricorrenti i soggetti contro i quali è stata emessa una sentenza penale di secondo grado e che sono in attesa del giudizio di Cassazione.

## Condannati
Per condannati si intendono coloro che, a seguito di una condanna definitiva, si trovano negli istituti penitenziari per espiare la pena loro irrogata. Si considerano condannati anche le persone per le quali è stata disposta una misura alternativa alla detenzione (affidamento, detenzione domiciliare...) nonché quelle sottoposte a una sanzione sostitutiva (semidetenzione, libertà controllata, pena pecuniaria, lavoro sostitutivo). A seconda della pena inflitta, i condannati sono distinti in arrestati, reclusi ed ergastolani.

### Arrestati
Sono arrestati i detenuti condannati alla pena dell'arresto che può variare da cinque giorni a tre anni.

### Reclusi
Sono reclusi i detenuti condannati alla pena della reclusione, da scontare presso appositi istituti per un periodo da quindici giorni a ventiquattro anni, che può arrivare a trenta nel caso di alcuni reati gravi o circostanze aggravanti, o del cumulo delle pene.

### Ergastolani
Sono condannati ergastolani i detenuti cui è stata comminata la pena dell'ergastolo.

## Internati
Per internati si intendono coloro che sono sottoposti all'esecuzione delle misure di sicurezza detentive (colonia agricola, casa di lavoro, casa di cura e custodia, ospedale psichiatrico giudiziario).